# Nabel Records
Nabel Records ist ein unabhängiges Tonträgerunternehmen aus Aachen, das auf Fusion- und Modern Jazz spezialisiert ist.

## Geschichte
Das Label wurde 1980 von Rainer Wiedensohler gegründet, der Nabel Records bis heute betreibt. Zunächst produzierte er die ersten europäischen Aufnahmen von John Thomas mit dessen Gruppe Lifeforce (Devil Dance) sowie mit dem International Jazz Consensus um Adelhard Roidinger und Lala Kovačev. Bald folgten Aufnahmen von Michael Villmow, Monika Linges, Jürgen Sturm und Andy Lumpp und weiteren Musikern der rheinischen Szene wie Charlie Mariano, Wolfgang Engstfeld, Gunnar Plümer, Peter Weiss und Hugo Read,
aber auch von Gebhard Ullmann, Andreas Willers sowie von Klaus Ignatzek und Dave Liebman. In den Folgejahren öffnete sich das Label zudem für Produktionen von Maria João, Anca Parghel, Céline Rudolph, Lee Konitz, Laurie Antonioli, Richie Beirach und Paul Peuker. Das Label hat mittlerweile weite Teile des Back-Katalogs auch in digitalisierten Ausgaben zugänglich gemacht.